# Зин, Александр Георгиевич
Александр Георгиевич Зин (Даньщиков; 27 сентября (10 октября) 1914 — 13 декабря 1970) — советский театральный актёр, заслуженный артист РСФСР.

## Биография
Александр Георгиевич Зин (Даньщиков) родился 27 сентября (10 октября) 1914 года в деревне Вомын Усть-Сысольского уезда Вологодской губернии (ныне — Корткеросский район, Республика Коми) в крестьянской семье.
Вместе со своим отцом, партизаном и коммунистом Г. А. Даньщиков, был одним из организаторов первых колхозов. В 1930 году закончил учительские курсы и работал учителем, занимался в самодеятельности.
В 1932—1936 годах учился в Ленинградском Техникуме сценических искусств (ныне Санкт-Петербургская государственная академия театрального искусства), где в то время была создана Коми национальная студия. По окончании училища вошёл в труппу нового первого профессионального Коми театра в Сыктывкаре (сейчас Государственный академический театр драмы имени В. Савина). В первом спектакле театра «Егор Булычов и другие» играл Булычова. Позже был директором театра, органозал детскую художественную студию. Работал в театре до 1940 года.
С 1940 года служил в 5 стрелковой роте 735 полка СибВО. 30 декабря 1940 года был арестован, репрессирован, приговорён к 6 годам лишения свободы и 3 годам поражения в правах. Полностью реабилитирован в 1958 году.
В 1951 году вернулся в театр, где играл до 1963 года.
Умер 13 декабря 1970 года.

## Награды и премии
- Заслуженный артист Коми АССР (1940).
- Народный артист Коми АССР (6.02.1960).
- Заслуженный артист РСФСР (15.06.1961).

## Работы в театре
- «Чапаев» Д. Фурманова — Чапаев
- «Егор Булычов и другие» М. Горького — Егор Булычов
- «Чудесный сплав» Киршона — Гоша
- «Лес» Островского — Пётр
- «Слуга двух господ» Гольдони — Флориндо
- «Коварство и любовь» Шиллера — Президент
- «Беспокойная старость» — Воробьева
- «Вороны» — капитана Орлова
- «Усть-Куломское восстание» С. Ермолина и Н. Дьяконова — Гаврила
- «Платон Кречет» А. Корнейчука — Платон Кречет
- «Без вины виноватые» А. Островского — Незнамов
- «Василиса Мелентьева» А. Островского — Малюта Скуратов
- «Павел Греков» Б. Войтехова и Л. Ленча — Павел Греков
- «Кремлёвские куранты» Н. Погодина — Сталин
- «Гибель эскадры» А. Корнейчука — Магар
- «Оптимистическая трагедия» В. Вишневского — Вожак
- «Ленинградский проспект» И. Штока — Забродин
- «Бронепоезд 14-69» В. Иванова — Никифоров
- «Хозяева жизни» Ю. Чепурина — Медведев
- «Весёлка» Н. Зарудного — Кряж
- «Третья патетическая» Н. Погодина — Гвоздилин
- «Сын века» И. Куприянова — Прокофьев
- «Сельские вечера» В. Леканова — Фёдор Канов
- «Иркутская история» А. Арбузова — Сердюк
- «Потерянный сын» А. Арбузова — Шварц
- «Незаменимый» — Коляда
- «Деньги» — Шарабай